# پتروس مانتالوس
پتروس مانتالوس (یونانی: Πέτρος Μάνταλος؛ زادهٔ ۳۱ اوت ۱۹۹۱) یک بازیکن فوتبال اهل یونان است.
وی همچنین در تیم ملی فوتبال یونان بازی کرده است.